# Otto Deßloch

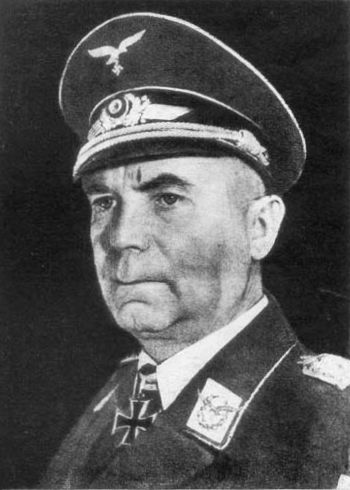
Otto Deßloch

Otto Deßloch (* 11. Juni 1889 in Bamberg; † 13. Mai 1977 in München) war ein deutscher Offizier, zuletzt Generaloberst der Luftwaffe im Zweiten Weltkrieg.

## Leben

### Herkunft
Er war der Sohn des Oberforstmeisters Heinrich Deßloch und dessen Ehefrau Babette, geborene Wagner. Sein Bruder Friedrich (1882–1952) schlug ebenfalls eine Militärkarriere ein und wurde mit der Verleihung des Militär-Max-Joseph-Ordens in den persönlichen Adel erhoben.

### Militärkarriere
Deßloch trat nach dem Abitur am 20. Juli 1910 als Fahnenjunker in das 5. Chevaulegers-Regiment „Erzherzog Friedrich von Österreich“ der Bayerischen Armee in Saargemünd ein. Seine Beförderung zum Leutnant erfolgte am 23. Oktober 1912.
Bereits in den ersten Wochen des Ersten Weltkrieges wurde er bei einem Erkundungsritt schwer verwundet. Nach seiner Genesung Ende 1914 meldete er sich freiwillig zur Fliegertruppe, wurde zum Flugzeugbeobachter ausgebildet und nahm als solcher während des Jahres 1915 an zahlreichen Feindflügen teil. Im darauffolgenden Winter erfolgte seine Umschulung zum Flugzeugführer bei der Fliegerersatzabteilung Schleißheim. Im Februar 1915 wurde er zur Feldfliegerabteilung 8 versetzt, ab 1916 war er bei der Jagdstaffel 16 im Westen eingesetzt. Weil Deßloch Anfang 1916 bei einem Absturz mehrere Vorderzähne verlor, wirkt sein Gesichtsausdruck auf späteren Fotos üblicherweise etwas verkniffen.
Am 13. Oktober desselben Jahres musste er mit seiner Fokker D.II 536/16 nach einem Luftkampf in der neutralen Schweiz notlanden und wurde für mehrere Monate interniert. Nach seiner Repatriierung 1917 war er zunächst Staffelführer der Jagdstaffel 17 an der Westfront, ehe er im letzten Kriegsjahr Kommandeur der Fliegerschule V in Gersthofen wurde.
1919 unterstützte Deßloch zunächst mit der freiwilligen Fliegerabteilung „Deßloch“ das Freikorps Epp bei der Niederschlagung der Münchner Räterepublik. Der militärische Flugbetrieb blieb solange aufrecht, bis die Siegermächte aufgrund des Friedensvertrags von Versailles endgültig dessen Einstellung erzwangen.
In der Folge wurde Deßloch zunächst zum Nachrichtenoffizier umgeschult und 1921 in die Reichswehr als Rittmeister und Eskadronchef im 17. (Bayerisches) Reiter-Regiment sowie zeitweilig als Standortältester in Ansbach verwendet. 1925 wurde Deßloch mit der Mannschaft seines Regiments Sieger beim großen Heeres-Patrouillenritt in Berlin. Im Rahmen der verdeckten Aufrüstung der Reichswehr nahm Deßloch 1926/27 an der geheimen fliegerischen Ausbildung in Lipezk in der Sowjetunion teil. Ebenfalls in 1927 wurde er zum Stab der 7. (Bayerischen) Division abkommandiert und 1932 zum Major beim Stab im 18. Reiter-Regiment befördert.
Als nach der NS-Machtübernahme 1933 im Zuge der Aufrüstung der Wehrmacht mit dem Wiederaufbau einer deutschen Luftwaffe begonnen wurde, trat Deßloch zur Luftwaffe über und wurde ab 1. Dezember 1934 Kommandeur der Flugzeugführerschule Cottbus. Von 1935 bis 1938 war er nacheinander Kommodore zweier Kampfgeschwader, ab 1. März 1936 als Oberst und Kommodore des Kampfgeschwaders 155. Am 1. Dezember 1939 wurde er zum Generalmajor und zum Kommandeur der 6. Flieger-Division ernannt.

#### Zweiter Weltkrieg
Nach Beginn des Zweiten Weltkriegs erhielt Deßloch am 3. Oktober 1939 trotz seines vergleichsweise niedrigen Dienstgrads die Ernennung zum Kommandierenden General des II. Flak-Korps. Mit diesem Verband unterstützte er während des Westfeldzuges 1940 die Heeresgruppe B. Die Flak konnte insbesondere im Erdkampfeinsatz gegen feindliche Panzer große Erfolge erzielen. Dafür wurde er Ende Juni mit dem Ritterkreuz des Eisernen Kreuzes ausgezeichnet und am 19. Juli zum Generalleutnant befördert.
1941 bis 1942 nahm Deßlochs Korps im Mittelabschnitt der Ostfront am Krieg gegen die Sowjetunion teil. Am 1. Januar 1942 zum General der Flakartillerie
befördert, befehligte er vom 12. Mai 1942 bis zum 10. Juni 1943 als Kommandierender General das I. Flak-Korps an der südlichen Ostfront. Hier war er während des Winters 1942/43 gleichzeitig Befehlshaber des Luftwaffenkommandos Kaukasus. Am 11. Juni 1943 wurde Deßloch Nachfolger des nach Italien versetzten Wolfram von Richthofen als Oberbefehlshaber der Luftflotte 4 und erhielt die Beförderung zum Generaloberst.
Als im Sommer 1944 die deutsche Westfront in Frankreich zusammenbrach und Generalfeldmarschall Hugo Sperrle als Oberbefehlshaber der Luftflotte 3 abgelöst wurde, ernannte Hermann Göring Deßloch zu dessen Nachfolger. Der neue Oberbefehlshaber war erst wenige Tage im Amt, als er von Hitler persönlich den Befehl erhielt, mit allen noch verfügbaren Maschinen einen Bombenangriff auf das soeben befreite Paris durchzuführen.
Nach nur einem Monat im Westen kehrte Deßloch im September 1944 wieder in sein altes Kommando über die Luftflotte 4 (ab 8. April Luftwaffenkommando 4) an der Ostfront zurück, das er bis wenige Tage vor Kriegsende beibehielt. Ende April 1945 wechselte er als Nachfolger Ritter von Greims an die Spitze der Luftflotte 6, der fast alle noch einsatzfähigen Luftwaffenverbände im Reichsgebiet unterstanden. Nachdem er sich bis 1948 in alliierter Kriegsgefangenschaft befunden hatte, widmete sich Deßloch in seinen restlichen Lebensjahren vorwiegend dem Reitsport.

### Auszeichnungen
- Eisernes Kreuz (1914) II. und I. Klasse[6]
- Bayerischer Militärverdienstorden IV. Klasse mit Schwertern und Krone[6]
- Verwundetenabzeichen (1918) in Schwarz[6]
- Spange zum Eisernen Kreuz II. und I. Klasse
- Ehrenbecher für den Sieger im Luftkampf
- Ritterkreuz des Eisernen Kreuzes mit Eichenlaub[7]
  - Ritterkreuz am 24. Juni 1940 (74. Verleihung)
  - Eichenlaub am 10. Mai 1944 (470. Verleihung)